# Akt unii (1707)
Akt unii (ang. Act of Union 1707) – ustawa dokonująca zjednoczenia Królestwa Anglii i Królestwa Szkocji. Uchwalił ją dotychczasowy parlament królestwa Anglii, kończąc tym samym istnienie parlamentu szkockiego na trzy wieki. Unia angielsko-szkocka zawarta w 1707 jest unią realną, która stworzyła nowe państwo – Królestwo Wielkiej Brytanii. Państwo to istniało do 31 grudnia 1800 r., kiedy to na mocy Aktu unii z 1800 r. zostało połączone z Królestwem Irlandii i przekształcone w Zjednoczone Królestwo Wielkiej Brytanii i Irlandii.

## Historia
W latach 1606, 1667 i 1689 istniały już próby połączenia obojga narodów poprzez unię. Parlamenty Anglii i Szkocji zmuszone były dojść do porozumienia, gdyż dzieliły je całkiem różne podstawy. Anglia liczyła na protestanckie uregulowanie sukcesji stosownie do Act of Settlement.
Anglicy obawiali się, że niezależna Szkocja z własnym królem, nawet jeśli byłby on protestantem, mogłaby po raz kolejny zwrócić się przeciwko Anglii korzystając z Auld Alliance (starego sojuszu) z Francją.
Po nieudanych i niezwykle kosztownych próbach szkockiej kolonizacji w Ameryce Środkowej według tzw. Projektu Darién, który pozostawił szkockie państwo w stanie niewypłacalności, nadarzająca się okazja wstąpienia do unii była niezwykle kusząca; tym bardziej, iż w roku 1705 wiele państw groziło Szkocji sankcjami gospodarczymi za astronomiczne długi. Po wstąpieniu do Unii winą za długi obciążona byłaby wielekroć silniejsza Anglia. Company of Scotland, główna kompania handlowa i osadnicza dostała zezwolenie na nieograniczony dostęp do rynków Anglii i jej kolonii po wstąpieniu do Unii.
W wyniku Unii angielska Izba Lordów powiększyła się o 15 lordów szkockich, a Izba Gmin o 45 szkockich posłów. Unia zablokowała francuską, antybrytyjską penetrację na terenie Szkocji, choć antagonizmy i nieufność między Szkocją a Anglią zachowały się jeszcze przez jakiś czas. Szkoci byli bowiem w Anglii uważani za barbarzyńców. Zazwyczaj uważa się, że na Unii Anglia zyskała politycznie, a Szkocja ekonomicznie. W jakiś czas potem Szkoci przyczynili się walnie do rozwoju brytyjskiego Oświecenia (David Hume, Adam Smith, Thomas Reid).

## Galeria

Flaga Królestwa Szkocji
Flaga Królestwa Anglii
Flaga Królestwa Wielkiej Brytanii (1707–1800)
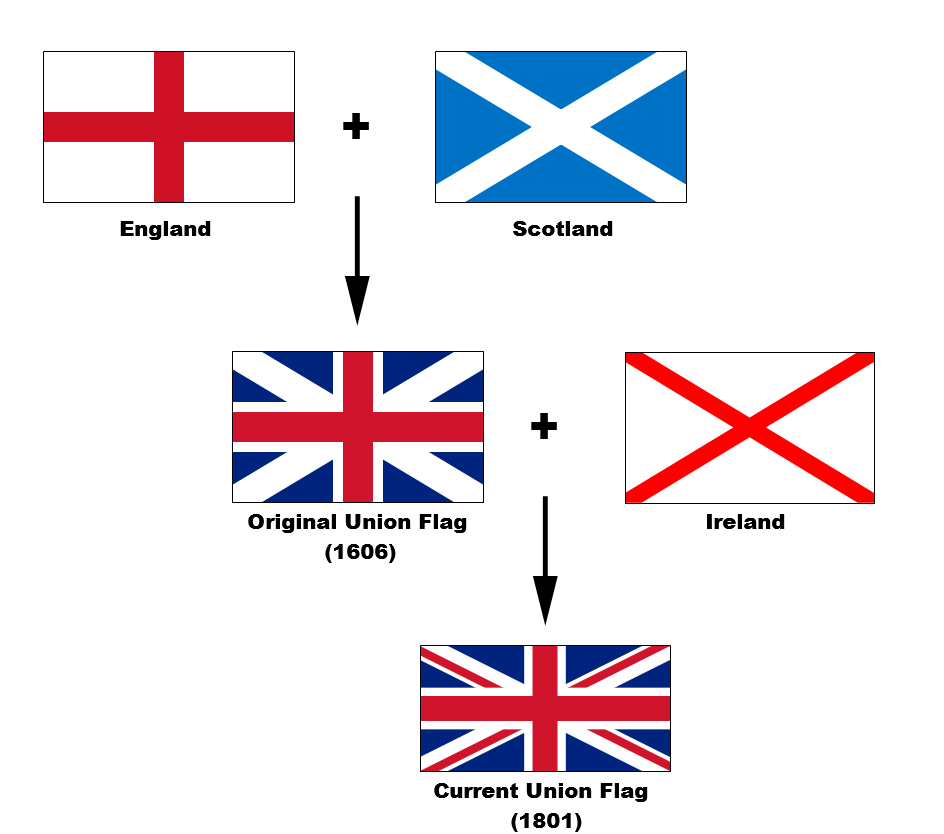
Geneza obecnej wersji flagi Wielkiej Brytanii